# Федышин, Иван Васильевич
Иван Васи́льевич Феды́шин (1885—1941) — реставратор древнерусской живописи, один из основоположников музейного дела на Русском Севере, первый собиратель и исследователь вологодской иконописи.

## Биография
Родился в деревне Горка Владыкинская, Вельский уезд (сейчас Верховажский район) Вологодской губернии. В 12 лет исполнял послушание в иконописной мастерской Соловецкого монастыря. В 1909 году окончил Московское училище живописи, ваяния и зодчества по классу портретной живописи. В Вологде являлся членом Северного кружка любителей изящных искусств и Общества изучения Северного края (был председателем его художественной секции). С 1913 по 1923 годы И. В. Федышин преподавал рисование и черчение на курсах при СКЛИИ (с 1918 года — Художественные мастерские, Художественный техникум, отделение Вологодского учительского института). В 1924 году окончил специальные курсы при Центральных государственных реставрационных мастерских в Москве. В 1926 году прошёл курсы повышения квалификации, организованные Музейным отделом Главнауки.
В 1930-е годы был репрессирован. Ухудшение состояния здоровья, связанное с пребыванием в застенках тюрьмы НКВД, привело к ранней смерти в 1941 году, но до последних дней жизни И. В. Федышин работал в Вологодском музее.

### Семья
Жена — Екатерина Николаевна Федышина (Соколова) (1895—1962) — историк, музеевед.
- сын — Николай Иванович Федышин (1928—2005) — выдающийся реставратор иконописи; член Союза художников России.

## Профессиональная деятельность

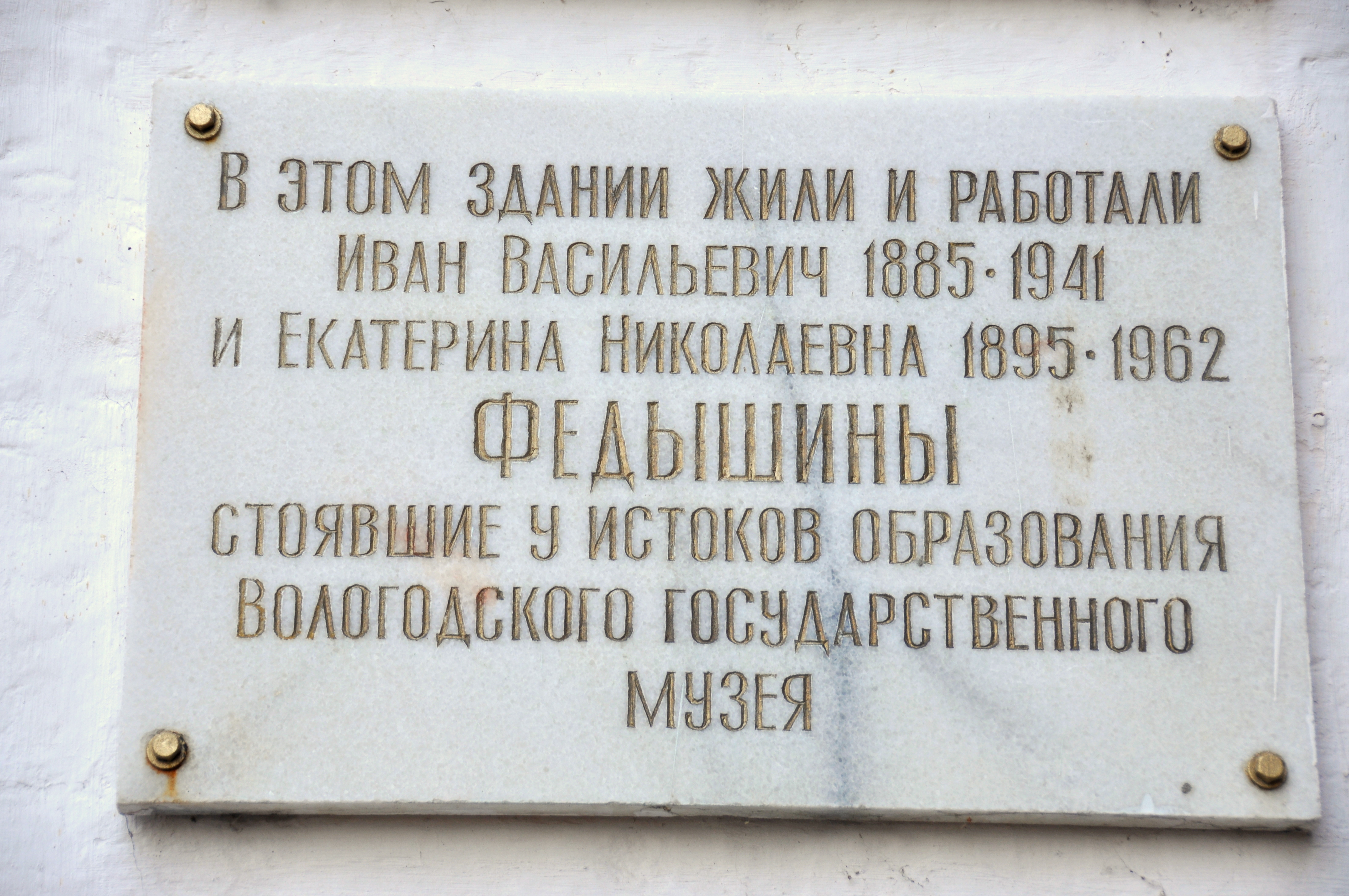
Мемориальная доска на Гаврииловском корпусе Архиерейского двора (сейчас — одно из зданий ВГИАХМЗ)

С 1924 по 1941 год работал в Вологодском государственном объединённом музее. Вёл активную деятельность по выявлению, учёту и собиранию произведений древнерусского искусства, результатом которой явилось создание одной из крупнейших в России музейной коллекции памятников живописи, скульптуры и прикладного искусства XIV—XVIII веков (около 10 000 экспонатов). Собирательская работа И. В. Федышина сопровождалась подробными научными описаниями памятников и регистрацией состояния их сохранности, фотографированием тех мест, где они находились. И. В. Федышину принадлежит заслуга в организации художественного отдела и первых экспозиций древнерусского искусства в Вологодском государственном объединённом музее. По его инициативе 1 августа 1926 года в музее была создана реставрационная мастерская, которую возглавил командированный Центральными государственными реставрационными мастерскими А. И. Брягин. Подробно изучал методики расчистки, и особенно, укрепления живописного слоя при реставрации иконы.

## Память
На Гаврииловском корпусе Архиерейского двора в Вологде установлена мемориальная доска памяти сотрудников музея Екатерины Николаевны и Ивана Васильевича Федышиных.